# Mistrzostwa Azji w Rugby 7 Mężczyzn 2015
Mistrzostwa Azji w Rugby 7 Mężczyzn 2015 (Asia Rugby Sevens Series 2015) – siódme mistrzostwa Azji w rugby 7 mężczyzn, oficjalne międzynarodowe zawody rugby 7 o randze mistrzostw kontynentu organizowane przez Asia Rugby mające na celu wyłonienie najlepszej męskiej reprezentacji narodowej w tej dyscyplinie sportu w Azji. Zostały rozegrane w formie trzech rankingowych turniejów rozegranych pomiędzy 5 września a 11 października 2015 roku, a dwa z nich odbyły się wraz z zawodami kobiet.
Niespodzianką pierwszego turnieju była pierwsza od 2011 roku nieobecność w finale reprezentantów Hongkongu, których w ćwierćfinale pokonali Chińczycy, a ci z kolei w decydującym pojedynku ulegli Japończykom. Zwyciężyli oni także w pozostałych dwóch zawodach sezonu, zdobywając mistrzostwo kontynentu nie odnosząc porażki w całym cyklu, pozostałe miejsca na podium zajęli reprezentanci Hongkongu i Korei Południowej, a o ich ostatecznej pozycji decydowała różnica punktów. Zarówno w klasyfikacji punktowej, jak i przyłożeń, zwyciężył przedstawiciel triumfatorów Teruya Goto.

## Informacje ogólne
W walce o tytuł mistrzowski wzięło udział dwanaście zespołów, a cykl składał się z trzech rankingowych turniejów. Mistrzem Azji została drużyna, która po rozegraniu trzech rankingowych turniejów – w Szanghaju, Bangkoku i Kolombo – zgromadziła najwięcej punktów, które były przyznawane za zajmowane w nich miejsca. W przypadku tej samej ilości punktów w klasyfikacji generalnej lokaty zainteresowanych drużyn były ustalane kolejno na podstawie:
- wyników spotkań pomiędzy zainteresowanymi drużynami;
- lepszego bilansu punktów zdobytych i straconych w tych spotkaniach;
- lepszego bilansu punktów zdobytych i straconych we wszystkich spotkaniach sezonu;
- lepszego bilansu przyłożeń zdobytych i straconych we wszystkich spotkaniach sezonu;
- większej liczby zdobytych punktów we wszystkich spotkaniach sezonu;
- większej liczby zdobytych przyłożeń we wszystkich spotkaniach sezonu;
- rzutu monetą.

| Miejsce | Punkty |
| ------- | ------ |
| 1       | 12     |
| 2       | 11     |
| 3       | 10     |
| 4       | 9      |
| 5       | 8      |
| 6       | 7      |
| 7       | 6      |
| 8       | 5      |
| 9       | 4      |
| 10      | 3      |
| 11      | 2      |
| 12      | 1      |

W każdych zawodach drużyny rywalizowały w pierwszym dniu systemem kołowym podzielone na cztery trzyzespołowe grupy, po czym w drugim dniu osiem najlepszych awansowało do ćwierćfinałów, a pozostała czwórka zmierzyła się w walce o Bowl. W fazie grupowej spotkania toczone były bez ewentualnej dogrywki, za zwycięstwo, remis i porażkę przysługiwały odpowiednio cztery, dwa i jeden punkt, brak punktów natomiast za nieprzystąpienie do meczu. Przy ustalaniu rankingu po fazie grupowej w przypadku tej samej liczby punktów lokaty zespołów były ustalane kolejno na podstawie:
- wyniku meczu pomiędzy zainteresowanymi drużynami;
- lepszego bilansu punktów zdobytych i straconych;
- lepszego bilansu przyłożeń zdobytych i straconych;
- większej liczby zdobytych punktów;
- większej liczby zdobytych przyłożeń;
- rzutu monetą.

W przypadku remisu w fazie pucharowej organizowana była dogrywka składająca się z dwóch pięciominutowych części, z uwzględnieniem reguły nagłej śmierci. Jedynie mecze finałowe składały się z dwóch dziesięciominutowych części, w pozostałych zaś spotkaniach połowa meczu obejmowała siedem minut.
Przystępujące do turnieju reprezentacje mogły liczyć maksymalnie dwunastu zawodników. Rozstawienie w każdych zawodach następowało na podstawie wyników poprzedniego turnieju, a w przypadku pierwszych zawodów – na podstawie rankingu z poprzedniego roku. W cyklu miało wziąć jedenaście czołowych zespołów z ubiegłego sezonu oraz zwycięzca rozegranych w marcu kwalifikacji. Okazał się nim Iran, który jednak postanowił nie brać udziału w zawodach, a jego miejsce zajęła reprezentacja ZEA.
Czołowa dwójka cyklu uzyskała awans do turnieju kwalifikacyjnego do World Rugby Sevens Series sezonu 2016/2017 rozegranego wraz z Hong Kong Sevens 2016, zaś najsłabsza piątka została relegowana do zawodów kwalifikacyjnych do kolejnej edycji. Początkowo mistrzostwa miały być także kwalifikacją do turnieju Rugby 7 na Letnich Igrzyskach Olimpijskich 2016, jednak ostatecznie z uwagi na start Japonii w Pucharze Świata 2015 azjatyckie eliminacje zostały rozegrane w formie oddzielnego turnieju.

## Turnieje

### Shanghai Sevens 2015
| Miejsce | Reprezentacja    |
| ------- | ---------------- |
| 1       | Japonia          |
| 2       | Chiny            |
| 3       | Korea Południowa |
| 4       | Sri Lanka        |
| 5       | Hongkong         |
| 6       | Kazachstan       |
| 7       | Filipiny         |
| 8       | Malezja          |

|  |                  |                  |           |                   |    |       |       |       |
|  | Półfinały        | Półfinały        | Półfinały |                   |    | Finał | Finał | Finał |
|  | Półfinały        | Półfinały        | Półfinały |                   |    | Finał | Finał | Finał |
|  |                  |                  |           |                   |    |       |       |       |
|  |                  |                  |           |                   |    |       |       |       |
|  | Sri Lanka        | Sri Lanka        | 12        |                   |    |       |       |       |
|  | Sri Lanka        | Sri Lanka        | 12        |                   |    |       |       |       |
|  | Chiny            | Chiny            | 22        |                   |    |       |       |       |
|  | Chiny            | Chiny            | 22        |                   |    | Chiny | Chiny | 12    |
|  |                  |                  |           |                   |    | Chiny | Chiny | 12    |
|  |                  |                  | Japonia   | Japonia           | 28 |       |       |       |
|  | Korea Południowa | Korea Południowa | Japonia   | Japonia           | 28 | 5     |       |       |
|  | Korea Południowa | Korea Południowa |           |                   |    |       |       |       |
|  | Japonia          | Japonia          | 21        |                   |    |       |       |       |
|  | Japonia          | Japonia          | 21        | Mecz o 3. miejsce |    |       |       |       |
|  |                  |                  |           |                   |    |       |       |       |
|  |                  |                  |           |                   |    |       |       |       |
|  |                  |                  |           |                   |    |       |       |       |
|  | Sri Lanka        | Sri Lanka        | 7         |                   |    |       |       |       |
|  | Sri Lanka        | Sri Lanka        | 7         |                   |    |       |       |       |
|  | Korea Południowa | Korea Południowa | 24        |                   |    |       |       |       |
|  | Korea Południowa | Korea Południowa | 24        |                   |    |       |       |       |

| Miejsce | Reprezentacja                |
| ------- | ---------------------------- |
| 1       | Japonia                      |
| 2       | Korea Południowa             |
| 3       | Hongkong                     |
| 4       | Sri Lanka                    |
| 5       | Chiny                        |
| 6       | Zjednoczone Emiraty Arabskie |
| 7       | Singapur                     |
| 8       | Malezja                      |

|  |                  |                  |                  |                   |   |         |         |       |
|  | Półfinały        | Półfinały        | Półfinały        |                   |   | Finał   | Finał   | Finał |
|  | Półfinały        | Półfinały        | Półfinały        |                   |   | Finał   | Finał   | Finał |
|  |                  |                  |                  |                   |   |         |         |       |
|  |                  |                  |                  |                   |   |         |         |       |
|  | Hongkong         | Hongkong         | 19               |                   |   |         |         |       |
|  | Hongkong         | Hongkong         | 19               |                   |   |         |         |       |
|  | Japonia          | Japonia          | 24               |                   |   |         |         |       |
|  | Japonia          | Japonia          | 24               |                   |   | Japonia | Japonia | 45    |
|  |                  |                  |                  |                   |   | Japonia | Japonia | 45    |
|  |                  |                  | Korea Południowa | Korea Południowa  | 7 |         |         |       |
|  | Sri Lanka        | Sri Lanka        | Korea Południowa | Korea Południowa  | 7 | 0       |         |       |
|  | Sri Lanka        | Sri Lanka        |                  |                   |   |         |         |       |
|  | Korea Południowa | Korea Południowa | 27               |                   |   |         |         |       |
|  | Korea Południowa | Korea Południowa | 27               | Mecz o 3. miejsce |   |         |         |       |
|  |                  |                  |                  |                   |   |         |         |       |
|  |                  |                  |                  |                   |   |         |         |       |
|  |                  |                  |                  |                   |   |         |         |       |
|  | Hongkong         | Hongkong         | 33               |                   |   |         |         |       |
|  | Hongkong         | Hongkong         | 33               |                   |   |         |         |       |
|  | Sri Lanka        | Sri Lanka        | 7                |                   |   |         |         |       |
|  | Sri Lanka        | Sri Lanka        | 7                |                   |   |         |         |       |

### Sri Lanka Sevens 2015
| Miejsce | Reprezentacja    |
| ------- | ---------------- |
| 1       | Japonia          |
| 2       | Hongkong         |
| 3       | Sri Lanka        |
| 4       | Malezja          |
| 5       | Korea Południowa |
| 6       | Chińskie Tajpej  |
| 7       | Chiny            |
| 8       | Tajlandia        |

|  |           |           |           |                   |    |         |         |       |
|  | Półfinały | Półfinały | Półfinały |                   |    | Finał   | Finał   | Finał |
|  | Półfinały | Półfinały | Półfinały |                   |    | Finał   | Finał   | Finał |
|  |           |           |           |                   |    |         |         |       |
|  |           |           |           |                   |    |         |         |       |
|  | Sri Lanka | Sri Lanka | 19        |                   |    |         |         |       |
|  | Sri Lanka | Sri Lanka | 19        |                   |    |         |         |       |
|  | Japonia   | Japonia   | 26        |                   |    |         |         |       |
|  | Japonia   | Japonia   | 26        |                   |    | Japonia | Japonia | 29    |
|  |           |           |           |                   |    | Japonia | Japonia | 29    |
|  |           |           | Hongkong  | Hongkong          | 22 |         |         |       |
|  | Malezja   | Malezja   | Hongkong  | Hongkong          | 22 | 7       |         |       |
|  | Malezja   | Malezja   |           |                   |    |         |         |       |
|  | Hongkong  | Hongkong  | 38        |                   |    |         |         |       |
|  | Hongkong  | Hongkong  | 38        | Mecz o 3. miejsce |    |         |         |       |
|  |           |           |           |                   |    |         |         |       |
|  |           |           |           |                   |    |         |         |       |
|  |           |           |           |                   |    |         |         |       |
|  | Sri Lanka | Sri Lanka | 45        |                   |    |         |         |       |
|  | Sri Lanka | Sri Lanka | 45        |                   |    |         |         |       |
|  | Malezja   | Malezja   | 12        |                   |    |         |         |       |
|  | Malezja   | Malezja   | 12        |                   |    |         |         |       |

## Klasyfikacja generalna
| Miejsce | Reprezentacja                | Punkty | Punkty | Punkty | Punkty |
| Miejsce | Reprezentacja                | SHA    | THA    | SRI    | Ogółem |
| ------- | ---------------------------- | ------ | ------ | ------ | ------ |
| 1       | Japonia                      | 12     | 12     | 12     | 36     |
| 2       | Hongkong                     | 8      | 10     | 11     | 29     |
| 3       | Korea Południowa             | 10     | 11     | 8      | 29     |
| 4       | Sri Lanka                    | 9      | 9      | 10     | 28     |
| 5       | Chiny                        | 11     | 8      | 6      | 25     |
| 6       | Malezja                      | 5      | 5      | 9      | 19     |
| 7       | Zjednoczone Emiraty Arabskie | 4      | 7      | 4      | 15     |
| 8       | Singapur                     | 3      | 6      | 3      | 12     |
| 9       | Tajlandia                    | 2      | 4      | 5      | 11     |
| =       | Filipiny                     | 6      | 3      | 2      | 11     |
| 11      | Kazachstan                   | 7      | 2      | –      | 9      |
| =       | Chińskie Tajpej              | 1      | 1      | 7      | 9      |